# Künstlerleben

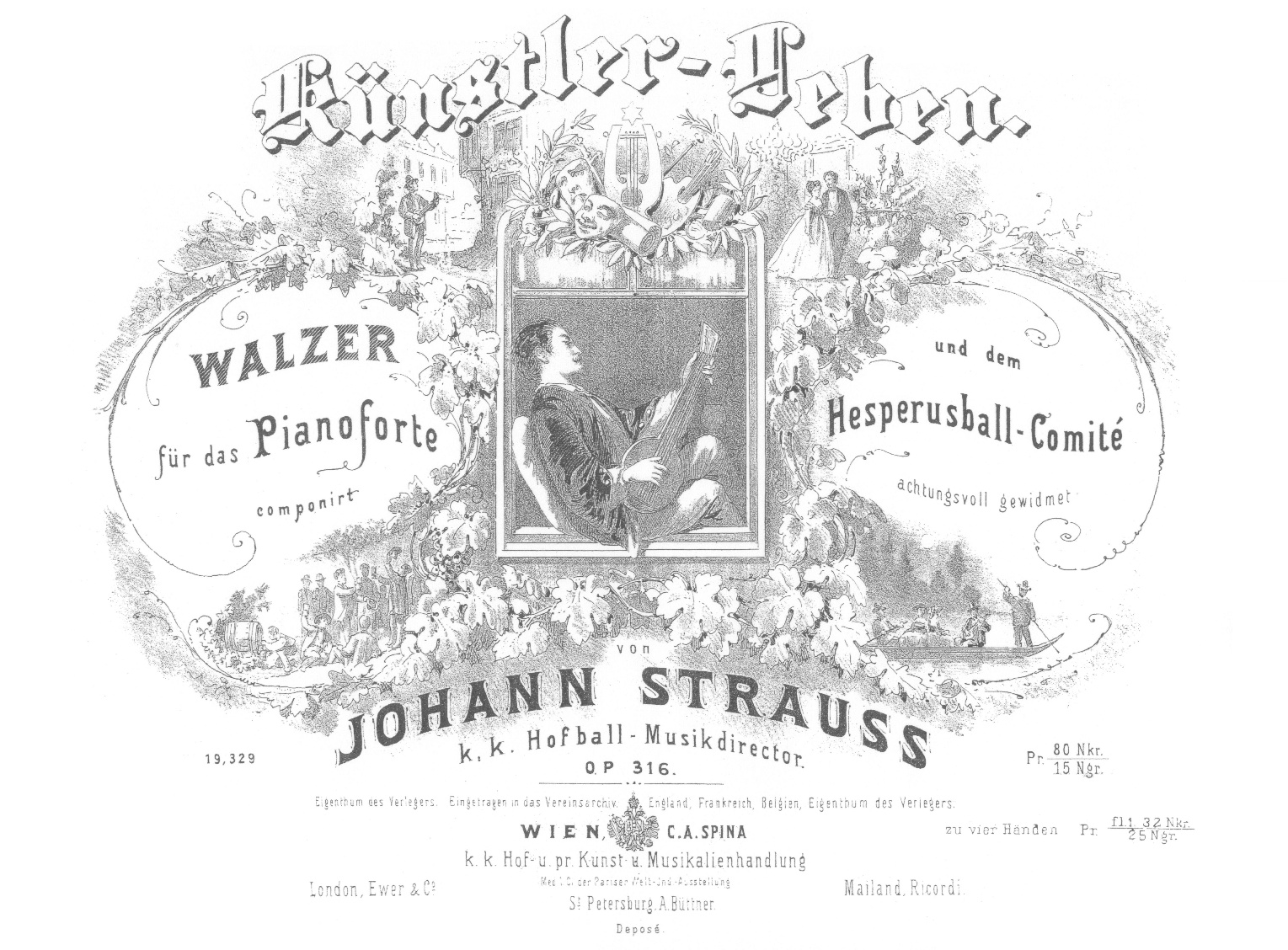
Piano score, Published by Wien C.A.Spina

Künstlerleben ist ein Walzer (op. 316) von Johann Strauss Sohn. Das Werk wurde am 18. Februar 1867 im Dianabad-Saal uraufgeführt.

## Neujahrskonzert der Wiener Philharmoniker
Der Walzer ist in unregelmäßigen Abständen Bestandteil des Neujahrskonzerts der Wiener Philharmoniker.
| Jahr | Dirigent        | Bemerkungen |
| ---- | --------------- | ----------- |
| 1955 | Willi Boskovsky |             |
| 1960 | Willi Boskovsky |             |
| 1966 | Willi Boskovsky |             |
| 1973 | Willi Boskovsky |             |
| 1978 | Willi Boskovsky |             |
| 1986 | Lorin Maazel    |             |
| 1989 | Carlos Kleiber  |             |
| 1999 | Lorin Maazel    |             |
| 2002 | Seiji Ozawa     |             |
| 2006 | Mariss Jansons  |             |

## Einzelnachweis
1. ↑  Quelle: Englische Version des Booklets (Seite 72) der 52 CDs umfassenden Gesamtausgabe der Orchesterwerke von Johann Strauß (Sohn), Hrsg. Naxos (Label). Das Werk ist als achter Titel auf der 26. CD zu hören.